# 1096
Năm 1096 là một năm trong lịch Julius.